# 苏州市独墅湖医院
苏州市独墅湖医院（英文：Suzhou Dushu Lake Hospital）又名苏州大学附属第四医院，或苏州大学医学中心，位于中国江苏省苏州市工业园区崇文路9号，由苏州工业园区管委会和苏州大学共同合作举办，为苏州工业园区直属事业单位和苏州大学直属附属医院，是一所公立三级综合医院。2020年12月30日医院一期正式启用。